# Настасовка (Лозовский район)
Настасовка (укр. Настасівка) — бывшее село в Катериновском сельском совете Лозовского района Харьковской области. В 1997 году присоединено к селу Михайловка
.

## Географическое положение
Село Настасовка находилось на правом берегу водохранилища Бритайского водохранилища, в 3 км от села Михайловка.
Рядом с селом протекает безымянная речушка. Возле села два больших садовых массива.

## История
- 1997 — присоединено к селу Михайловка.

## Экономика
- Молочно-товарная ферма.